# Кан-7
Кан 7-й кантон (фр. Canton de Caen-7) — упраздненный кантон во Франции, находился в регионе Нижняя Нормандия. Департамент кантона — Кальвадос. Входил в состав округа Кан. Население кантона на 2006 год составляло 14 564 человек.
Код INSEE кантона 1443. Всего в кантон Кан 7-й входило 2 коммуны, из них главной коммуной является Кан.

## Коммуны кантона
- Мондвиль — население 10230 чел.